# Trigonostemon wetriifolius
Trigonostemon wetriifolius är en törelväxtart som beskrevs av Airy Shaw och Francis S.P. Ng. Trigonostemon wetriifolius ingår i släktet Trigonostemon och familjen törelväxter. Inga underarter finns listade i Catalogue of Life.